# Liste der Vorsteher, Pröpste und Äbte von Oberzell

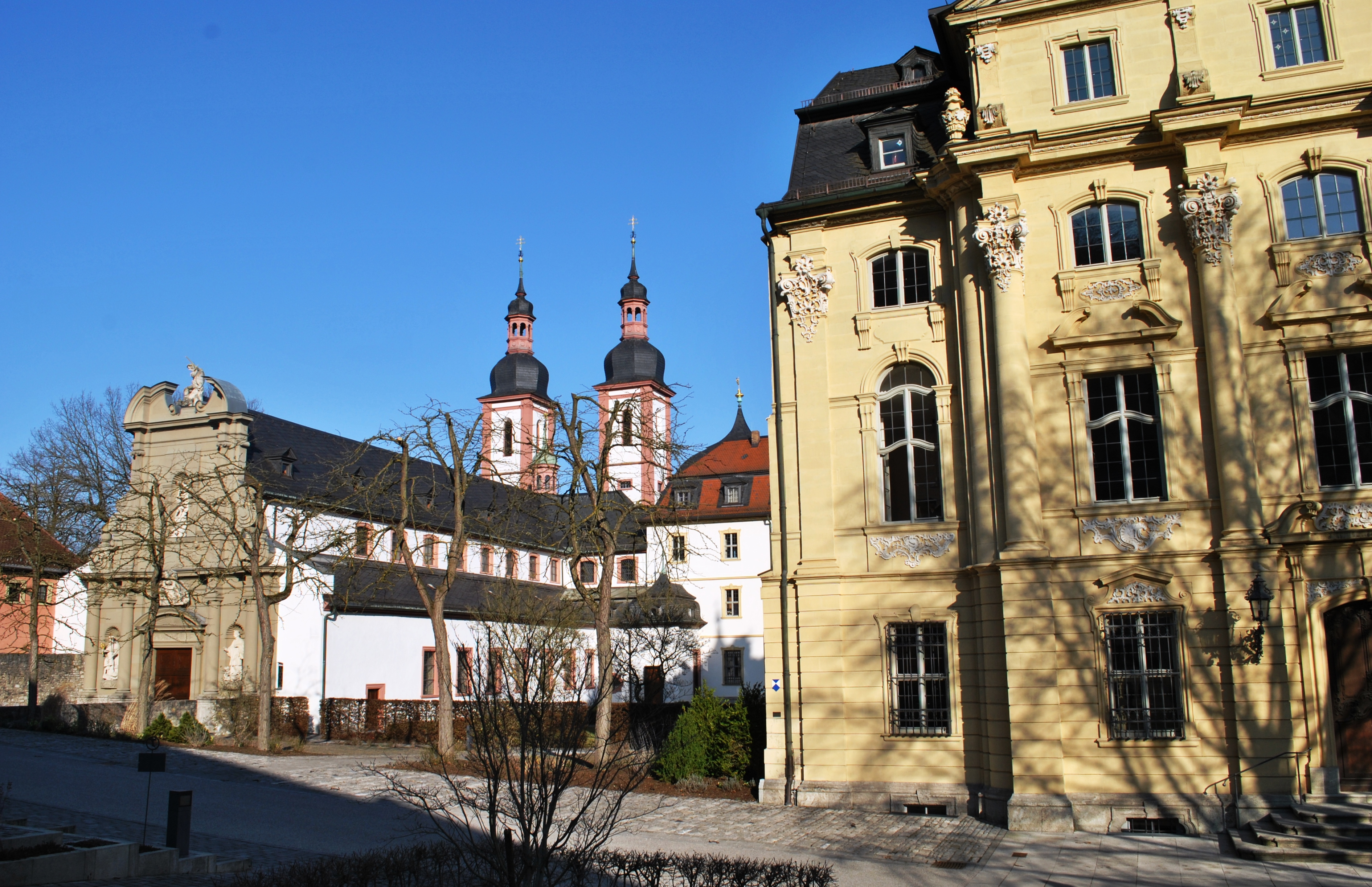
Die Abtei Oberzell

Die Liste der Vorsteher, Pröpste und Äbte von Oberzell enthält die Namen der Klostervorsteher des Prämonstratenserklosters Oberzell von seiner Gründung bis zur Auflösung durch die Säkularisation. Im Zuge eines Besuchs des Ordensgründers Norbert von Xanten in Würzburg entstand das Kloster nach 1128 als älteste Niederlassung des Ordens in Süddeutschland. Zunächst war die Anlage als Doppelkloster für Männer und Frauen konzipiert.
Männer- und Frauenkonvent trennten sich allerdings bereits 1221 und die Frauen zogen ins weiter mainabwärts gelegene Unterzell. Kloster Oberzell etablierte sich bis zur Reformation als Mutterhaus vieler prämonstratensischer Frauenklöster in der näheren und weiteren Umgebung. Während der Glaubenskriege im 16. und 17. Jahrhundert erlebte der Konvent einen Niedergang. Erst nach dem Dreißigjährigen Krieg gelang es Oberzell einen Aufschwung einzuleiten, der bis zur Säkularisation Bestand haben sollte.
Ein wichtiges Element des Wiederaufbaus war die Neubesiedlung des Klosters Gerlachsheim, das fortan als Priorat von Oberzell aus geführt wurde. Im 18. Jahrhundert erfasste der Trend zur Barockisierung der Klostergebäude auch Oberzell und man konnte den Würzburger Hofbaumeister Balthasar Neumann als Architekten gewinnen. Die Säkularisation von 1803 beendete dann das klösterliche Leben in Oberzell vorübergehend. Im Jahr 1901 zog ein Franziskanerinnenorden in die Gebäude ein.

## Abtsliste
Die Gliederung der Liste geht weitgehend auf den Aufsatz von Helmut Flachenecker und Stefan Petersen zurück. Die Liste orientiert sich ebenso an den Personallisten zu Ober- und Unterzell aus dem Jahr 2006. Ergänzungen und Abweichungen entstammen außerdem der älteren Überblicksdarstellung Kloster Oberzell. Von der Gründung bis zur Säkularisation 1128–1802 von Leo Günther. Die Angaben von Flachenecker und Petersen wurden kursiv gedruckt. Nach Günther standen dem Kloster insgesamt 44 Vorsteher, Pröpste und Äbte vor, während Flachenecker und Petersen insgesamt über 53 Vorsteher identifizieren.

### Vorsteher und Pröpste
Die Abtei Oberzell entstand nach dem Jahr 1128. Als ersten Vorsteher bestimmte der heilige Norbert von Xanten den Würzburger Kanoniker Johannes, der zusammen mit seinem leiblichen Bruder den jungen Konvent aufbaute. Zunächst durften lediglich Nachkommen von adeligen Geschlechtern in das Kloster eintreten, sodass auch die ersten Vorsteher allesamt adelig waren. Die ersten zehn Vorsteher werden lediglich von Flachenecker und Petersen identifiziert. Die Amtsbezeichnung wechselte bis ins 13. Jahrhundert zwischen Vorsteher und Propst.

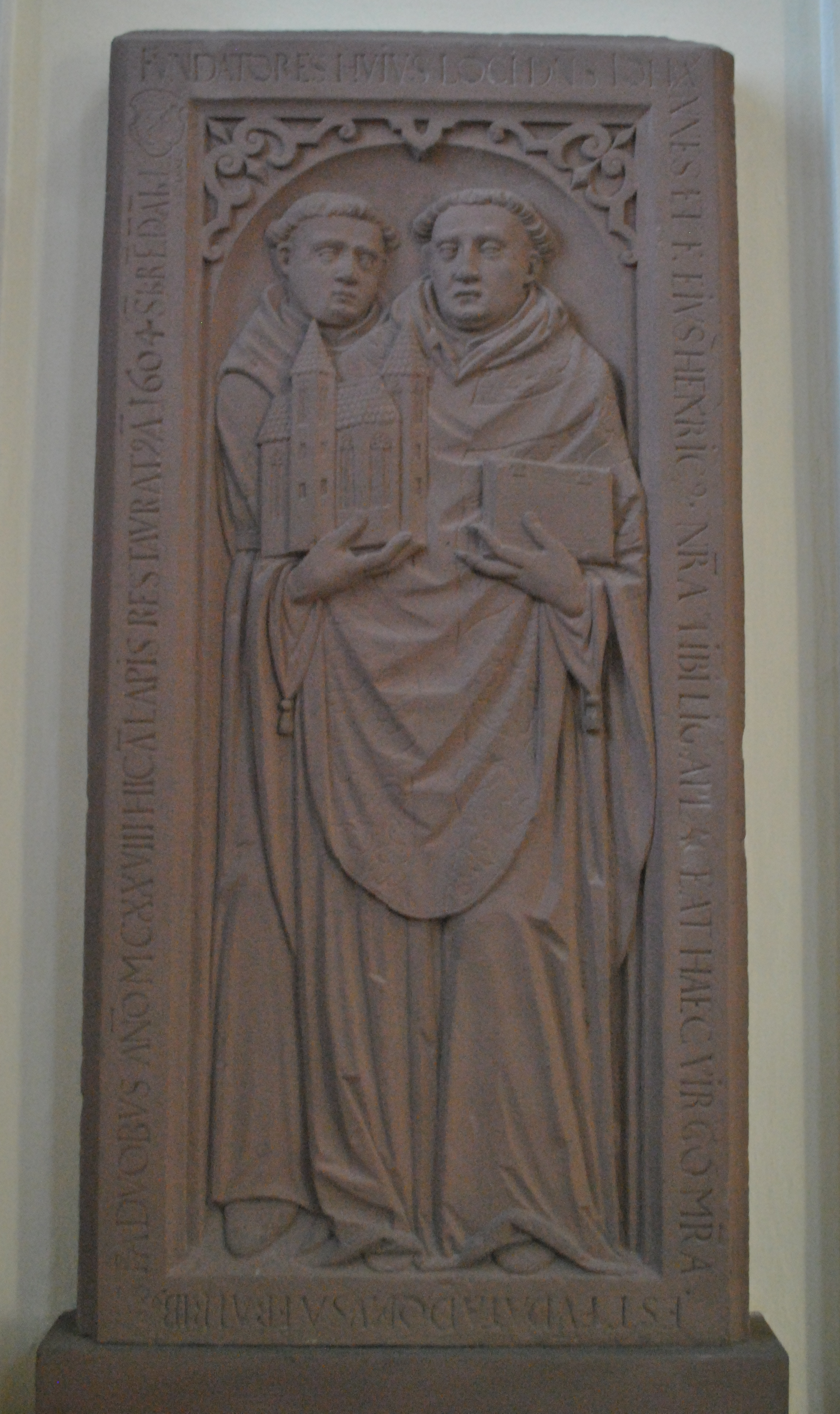
Der Stiftergedenkstein für Johannes und seinen Bruder Heinrich

| Nummer | Name des Vorstehers/Propstes | Regierungszeit in Oberzell | Anmerkungen                                                              |
| ------ | ---------------------------- | -------------------------- | ------------------------------------------------------------------------ |
| 1.     | Johannes                     | 1128–vor 1141              | von Norbert von Xanten bestimmt, Prepositus (lat. Vorsteher)             |
| [2.]   | Bruno                        | gen. vor 1141              | Propst, † 7. März                                                        |
| [3.]   | Arnold                       | gen. vor 1141              | Propst, † 10. März                                                       |
| [4.]   | Conrad                       | gen. 1141–1144             | auch Conradus, † 15. April o. 10. Februar                                |
| [5.]   | Berthold von Keere           | gen. 1146/53–1164          | auch Bertoldus, Berthold von Keer, vielleicht bereits Abt, † 1. Mai 1164 |
| [6.]   | Rabenold                     | gen. 1170–1182             | auch Rabnoldus, Rabinoldus, Rabenoldus                                   |
| [7.]   | Konrad                       | gen. vor 1201              | † 10. Februar                                                            |
| [8.]   | Heinrich                     | gen. 1201                  | auch Heinricus, † 6. Februar                                             |
| [9.]   | Hermannus                    | gen. 1208                  |                                                                          |
| [10.]  | H.                           | gen. 1213, 1214            | † nach 26. Januar 1214                                                   |

### Äbte
In der ersten Hälfte des 13. Jahrhunderts wechselten die Amtsbezeichnungen der Vorsteher weiterhin. Allerdings tauchte jetzt auch die Bezeichnung Abt auf. Die zweite Hälfte des 13. Jahrhunderts ist quellenarm, weshalb hier ebenfalls die Reihenfolge der Äbte unklar ist. Seit der Mitte des 15. Jahrhunderts wurde das Kloster auch für nichtadelige Mönche geöffnet. Die Äbte erhielten erst im 17. Jahrhundert die Erlaubnis die Pontifikalien zu tragen.
| Nummer | Name des Abtes                  | Regierungszeit in Oberzell | Anmerkungen |
| ------ | ------------------------------- | -------------------------- | --- |
| 6.     | Heinrich II.                    | gen. 1217–1221             | auch Heinricus, Henricus, sowohl als Abt, als auch als Prepositus genannt, † 16. Februar 1222                                    |
| 7.     | Wolfram von Grumbach            | gen. 1227, 1228            | auch Wolframus, sowohl als Abt, als auch als Prepositus genannt, † 19. März                                                      |
| 8.     | Billung                         | 1237–1246                  | auch Billungus |
| 9.     | Heinrich III.                   | gen. 1246                  | |
| [15.]  | C(onradus)                      | gen. 1260                  | eig. Conrad II. |
| [16.]  | Albero                          | gen. vor 1262              | |
| [17.]  | Conradus (de Wigenheim)         | gen. 1262                  | eig. Conrad III. |
| [18.]  | Hermannus                       | gen. 1275                  | |
| [19.]  | Bertoldus                       | gen. 1277                  | |
| 10.    | Conrad II.                      | gen. 1290                  | auch Conradus, eig. Conrad IV., † 16. Dezember                                                                                   |
| 11.    | Albert von Reichenberg          | gen. 1302                  | auch Albertus |
| 12.    | Engelbert                       | gen. 1311–1323             | auch Engelbertus, † 27. Januar                                                                                                   |
| 13.    | Theodor                         | gen. 1332–1338             | auch Tylman, Tillmann, Theodericus, Dietrich, vielleicht identisch mit Tilmann                                                   |
| 14.    | Tillmann                        | gen. 1344–1355             | auch Tilmannus, Dietrich, Tylmannus, Theodericus, Tylmann, vielleicht identisch mit Theodor, † 19. Oktober 1355                  |
| 15.    | Theoderich                      | 1356–gen. 1363             | Wahl 1356 |
| 16.    | Rudger                          | 1364–1374                  | auch Rüdinger, Rudgerus, † 11. Mai 1374                                                                                          |
| 17.    | Heinrich IV. von Wollmershausen | 1374–1384                  | auch Heinrich von Wolmershusen, † 7. Oktober 1384                                                                                |
| 18.    | Ludwig von Stetten              | gen. 1387                  | auch Ludewig |
| 19.    | Georg von Reinstein             | gen. vor 1393              | † 26. August, wohl Resignation, 1400 noch am Leben                                                                               |
| 20.    | Syfried                         | 1393/1404–1416/1418        | auch Siegfried, Seifrid, Syfridus, Syfrid, † 7. März 1416/1418                                                                   |
| 21.    | Johannes von Rödelsee           | 1416/1418–1427             | auch Hans Rotelshe, Resignation 1427, † 25. Mai                                                                                  |
| 22.    | Jakob                           | gen. 1434–1439             | |
| 23.    | Johannes Eckart                 | 1443–1447/1448             | auch Johann Eckardi, † 11. Juni 1448                                                                                             |
| 24.    | Jakob II. Heschen               | 1448–1462                  | auch Jacob, † 3. Juli 1462 |
| 25.    | Georg Kümmel                    | 1462–1486                  | auch Georg, Jörg, Jörgen, † 18. Juli 1486                                                                                        |
| 26.    | Christophorus Steffer           | 1486–1507                  | auch Christoph, Cristofferus, Cristoffel, † 13. Oktober 1507                                                                     |
| 27.    | Georg Schuhmann                 | 1507–1510                  | * in Würzburg, auch Georg Schumann, † 14. Februar 1510                                                                           |
| 28.    | Johannes Streuber               | 1510–1519                  | * in Würzburg, auch Johann, † 7. August 1519                                                                                     |
| 29.    | Kaspar Gotthard                 | 1519–1526                  | * in Würzburg, † 1. September 1526                                                                                               |
| 30.    | Leonhard Walz                   | 1526–1529                  | * in Lauda, † 1. Mai 1529 |
| 31.    | Georg Hoffmann                  | 1529–1540                  | † 22. Januar 1540 |
| 32.    | Thomas Neidlein                 | 1540–1556                  | * in (Groß-)Langheim, † 23. Dezember 1556                                                                                        |
| 33.    | Georg Bazer                     | 1556–1563                  | * in Windsheim, auch Georgius Botzer, † 22. Februar 1563                                                                         |
| 34.    | Sebastian Stumpf                | 1563–1571                  | † 20. September 1571 |
| 35.    | Johannes Herbrich               | 1571–1607                  | * in Lauda, auch Johann Herberich, † 9. Mai 1607                                                                                 |
| 36.    | Nikolaus Reinstein              | 1607–1614                  | auch Nicolaus, Wahl 2. Juni 1607, † 29. September 1614                                                                           |
| 37.    | Leonhard Frank                  | 1614–1648                  | * in Klebsheim an der Jagst, Wahl 26. Oktober 1614, † 21. September 1648 in Oberzell                                             |
| 38.    | Gottfried Bischof               | 1648–1688                  | * um 1619 in Sommerach, Wahl 26. Oktober 1648, † 22. September 1688                                                              |
| 39.    | Lorenz Hetzer                   | 1688–1692                  | * um 1628 in Volkach, auch Lorenz Hezer, Wahl 4. November 1688, † 11. September 1692                                             |
| 40.    | Gottfried Hammerich             | 1692–1710                  | * um 1630 in Dittwar, Wahl 9. Oktober 1692, † 15. März 1710                                                                      |
| 41.    | Sigmund Hauck                   | 1710–1738                  | * 1669 in Neustadt an der Saale, auch Siegmund Hauck, Wahl 7. April 1710, † 18. August 1738                                      |
| 42.    | Georg Fasel                     | 1738–1747                  | * 5. April 1675 in Würzburg, Wahl 11. September 1738, † 12. September 1747                                                       |
| 43.    | Oswald Loschert                 | 1747–1785                  | * 21. Dezember 1704 in Rothenfels, Wahl 3. Oktober 1747, † 27. August 1785 in Oberzell                                           |
| 44.    | Christoph Kroh                  | 1785–1803                  | * 8. Juni 1735 in Würzburg, Wahl 27. September 1785, Auflösung des Klosters durch die Säkularisation, † 31. Mai 1812 in Würzburg |